# Полювання за головами

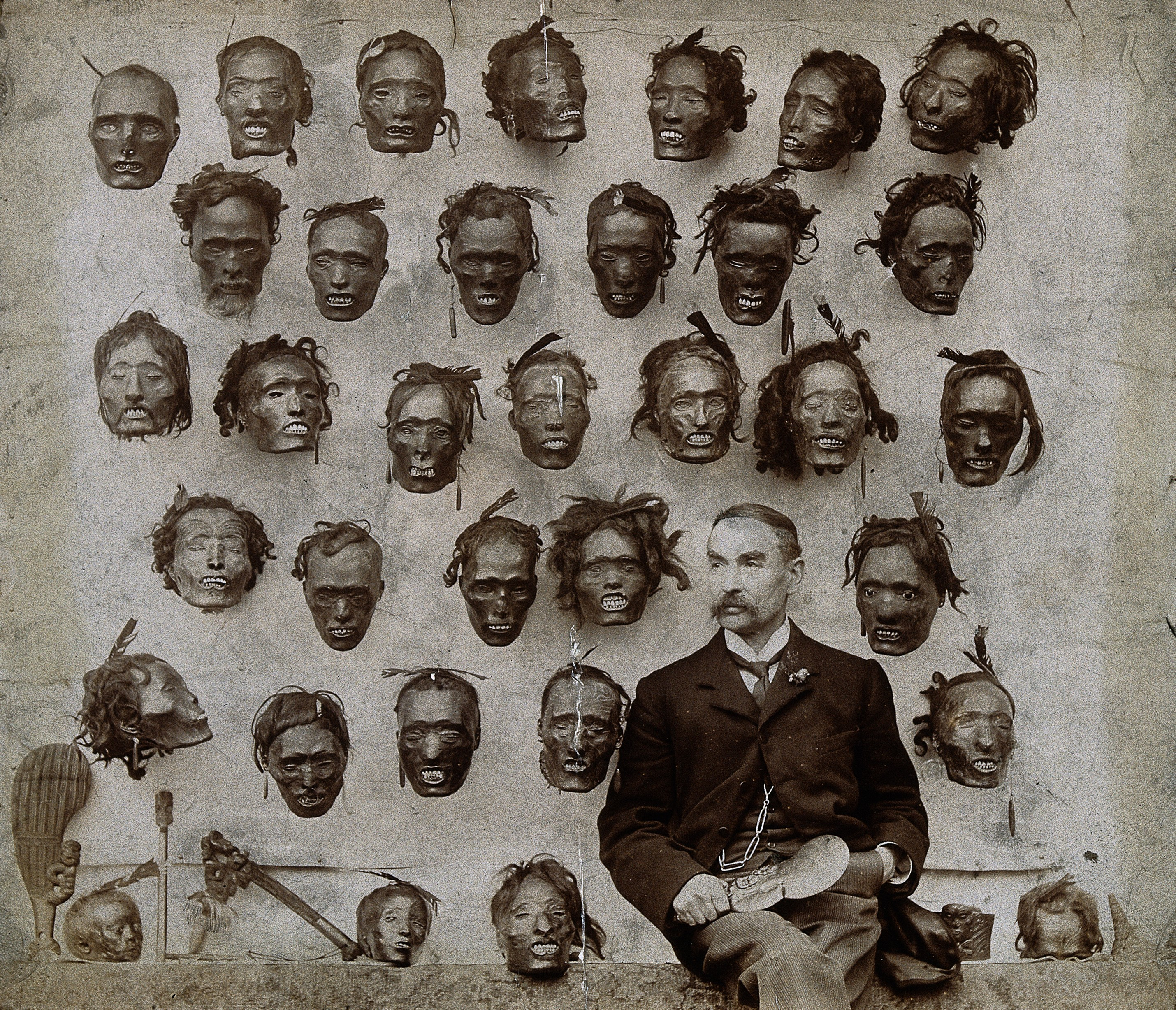
Генерал-майор Роблі зі своєю колекцією новозеландських мокомокаї (відрубаних голів маорі)

Полювання за головами — звичай, який наказував добувати як трофей голову вбитого чужинця, що відігравала роль культового предмета. Звичай пов'язаний з анімістичними уявленнями про життєву силу, укладену в черепі і м'яких тканинах голови. Був поширений до першої половини XX століття в ряді районів Південно-Східної Азії, Океанії та Південної Америки; в історичні часи — також у деяких частинах Європи, Східної та Південної Азії, Мезоамерики, Південної Америки, Західної та Центральної Африки.